# 斯奈山镇
斯奈山镇是冰岛西部区的市镇，位于斯奈山半岛西南部。市镇面积为684平方公里，人口数量为1,678人（2023年）。市镇的行政中心为海德利桑德，人口最多的城镇则为歐拉夫斯維克。

## 友好城市
斯奈山镇与下列地名结为友城关系：
- 法罗群岛 韦斯特曼纳